# Novela didáctica
La novela didáctica, también conocida como novela de evolución, es un tipo de novela que busca enseñar o impartir algún tipo de conocimientos sobre algún tema en particular a los lectores. 
La novela didáctica, según aseguran los estudiosos del tema, surgió en la época medieval, ya que había relatos que a través de alegorías pregonaban algunas enseñanzas.
Una de las obras más relevantes en este aspecto del medioevo es Roman de la Rose, el cual es un poema extenso escrito entre los años 1225 y 1280. Se presume que en principio fue realizado por Guillaume de Lorris y que luego la terminó Jean de Meung. De este modo, consta de dos partes y cada una de ella describe un sueño, el cual es usado a modo de ejemplo de vida. 
Dicen que lo que buscaba esta “novela didáctica” era dejar moralejas o ejemplo que sirvieran para implementar en la vida. Dicen que era más funcional a las mujeres puesto que impartían, principalmente, enseñanzas de amor. Según las definiciones propuestas por Mijail Bajtín, tiene como primera finalidad impartir enseñanzas a los lectores.
El género se impuso durante la Edad Media en la que, a través de narraciones alegóricas, se quiere proponer "enseñanzas en materia de amor" sobre todo a las mujeres. Un ejemplo puede ser el Roman de la Rose.
- Datos: Q3940776